# Michaił Chmielnicki
Michaił Chmielnicki (ros. Михаил Хмельницкий; biał. Мiхаiл Хмяльнiцкi, Michaił Chmialnicki; ur. 24 lipca 1969) – białoruski lekkoatleta specjalizujący się w chodzie sportowym, dwukrotny uczestnik letnich igrzysk olimpijskich (Atlanta 1996, Sydney 2000). W czasie swojej kariery reprezentował również Związek Socjalistycznych Republik Radzieckich i Wspólnotę Niepodległych Państw.

## Sukcesy sportowe
- mistrz Białorusi w chodzie na 20 kilometrów – 1994[1]
- halowy mistrz Białorusi w chodzie na 10 000 metrów – 1999[2]

| Rok  | Miasto          | Zawody                      | Konkurencja      | Wynik         |
| ---- | --------------- | --------------------------- | ---------------- | ------------- |
| 1988 | Greater Sudbury | Mistrzostwa świata juniorów | chód na 10 000 m | brązowy medal |
| 1995 | Göteborg        | Mistrzostwa świata          | chód na 20 km    | 9. miejsce    |
| 1996 | Atlanta         | Igrzyska olimpijskie        | chód na 20 km    | 12. miejsce   |
| 1997 | Ateny           | Mistrzostwa świata          | chód na 20 km    | srebrny medal |

## Rekordy życiowe
- chód na 10 000 metrów (hala) – 39:10,6 – Mińsk 04/02/1995
- chód na 5 kilometrów – 18:45 – Hildesheim 12/09/1998
- chód na 10 kilometrów – 39:05 – Kraków 27/09/1998
- chód na 20 kilometrów – 1:18:14 – Soligorsk 13/05/2000